# ハワリンバヤル

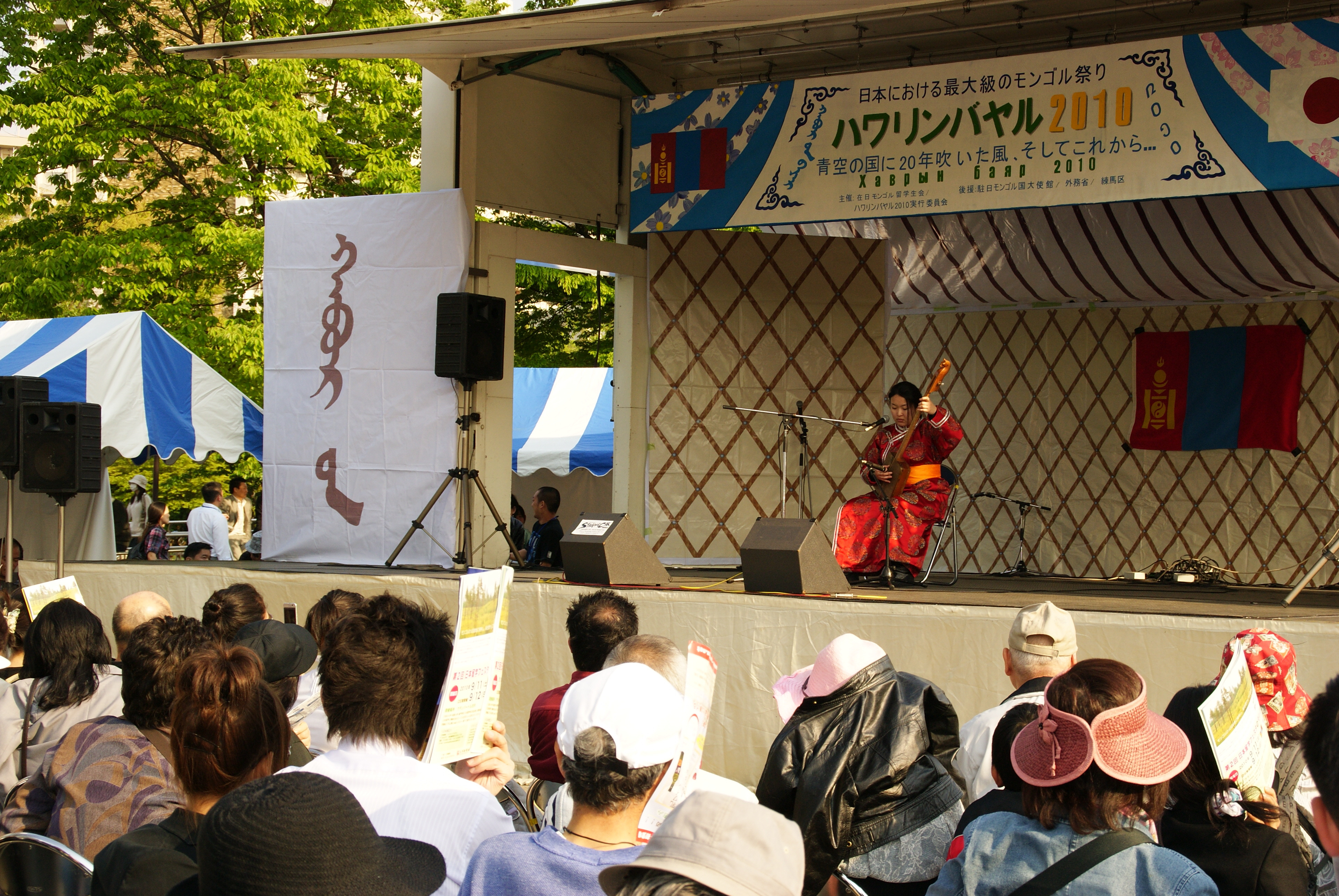
ハワリンバヤル2010

ハワリンバヤル（はわりんばやる、モンゴル語: Хаврын баяр、英語: Havriin Bayar）は、毎年ゴールデンウィークの期間に東京都で開催される、モンゴルを紹介する日本最大級のモンゴルのフェスティバル。在日モンゴル留学生会と、各年ごとに組織されるハワリンバヤル実行委員会が主催する。ハワリンバヤルは、モンゴル語で「春の祭り」を意味する。

## 概要
ハワリンバヤルは1998年から、東京都で開催されているモンゴルのフェスティバル。開催は在日モンゴル留学生会（ЯМОХ）が決定し、その後、複数の企業・団体・学生・個人によるボランティアとしてのハワリンバヤル実行委員会が組織される。キャッチフレーズは日本最大級のモンゴルの祭りで、毎年異なるテーマが決定される。駐日モンゴル国大使館と外務省が後援する、公的な性格が強いフェスティバルでもある。2001年からは練馬区の後援のもと、光が丘公園けやき広場で例年開催されている。当日は数万人の来場者が訪れる。日本在住のモンゴル人も多数集まり、旭鷲山、朝青龍、白鵬、日馬富士らモンゴル出身の大相撲力士・元力士たちも、例年招待される。

## 構成
ハワリンバヤルは基本的に、下記の内容にて構成される。
- 屋台

モンゴル料理やモンゴル岩塩、モンゴルの雑貨などの販売、およびモンゴルをテーマとした社会活動のPRなどが行われる。
- ステージ

モリンホールやホーミー、オルティンドーなどのモンゴルの伝統芸能やポップス、モンゴルのファッションショー、着物や三味線など日本の伝統文化とのコラボレーション、モンゴルの有名人の公演や文化紹介などが行われる。
- ブフ（モンゴル相撲）

モンゴルの伝統相撲であるブフの紹介と試合。ハワリンバヤル2012まではハルハ・ブフ（モンゴル国式）とウジムチン・ブフ（南モンゴル／内モンゴル式）の、両方のブフを見学することができたが、ハワリンバヤル2013からはハルハ・ブフのみとなった。
- イベント

モンゴル文字の作品展示やシャガイなどのモンゴルの伝統的な遊び方、スタンプラリー、写真展など。展示やイベントはゲルの中で行うものもあり、ゲルの組み立てや解体も体験・見学することができる。また、各種のコンテストを行うこともある。
- モンゴルカレッジ

大学や民間の研究者を招聘して講演を行なう、小規模なシンポジウム。
- クリーン

ごみの収集・分別・処分。
- 警備

会場内の警備。
- 広報

パンフレットやホームページ、各種広告、プレスリリースなど。パンフレットと公式ホームページは、祭りのプログラムや広告のほかに、ハワリンバヤルの公式メッセージが、テーマに即して掲載される。また、寄付や協賛を行なった企業名・団体名・個人名も掲載される。

## 歴代のハワリンバヤル

### 令和時代のハワリンバヤル
- ハワリンバヤル2022

ハワリンバヤル2022は、2022年5月4日・5月5日に、東京都練馬区の光が丘公園けやき広場にて開催された。オフライン開催は令和元年（2019年）以来3年ぶり。テーマは、「モンゴルのいま―未来へのストーリー」。
- ハワリンバヤル2021（オンライン開催）

ハワリンバヤル2021は、2021年5月3日・5月4日に、新型コロナウィルス（COVID-19）感染症防疫のため初めてオンラインで開催された。テーマは、「今だからモンゴル！ 知っているようで知らない文化や暮らし」。
- ハワリンバヤル2020（中止）

ハワリンバヤル2020は、2020年5月4日・5月5日に、東京都練馬区の光が丘公園けやき広場にて開催される予定であったが、日本における新型コロナウィルス（COVID-19）流行の影響により中止となった。
- ハワリンバヤル2019

ハワリンバヤル2019は、2019年5月4日・5月5日に、東京都練馬区の光が丘公園けやき広場にて開催された。テーマは、「モンゴル固有種の熊、マザーライ」。主催は在日モンゴル留学生会ハワリンバヤル2019実行委員会。後援は、駐日モンゴル国大使館、東京都東部公園緑地事務所、練馬区。

### 平成時代のハワリンバヤル

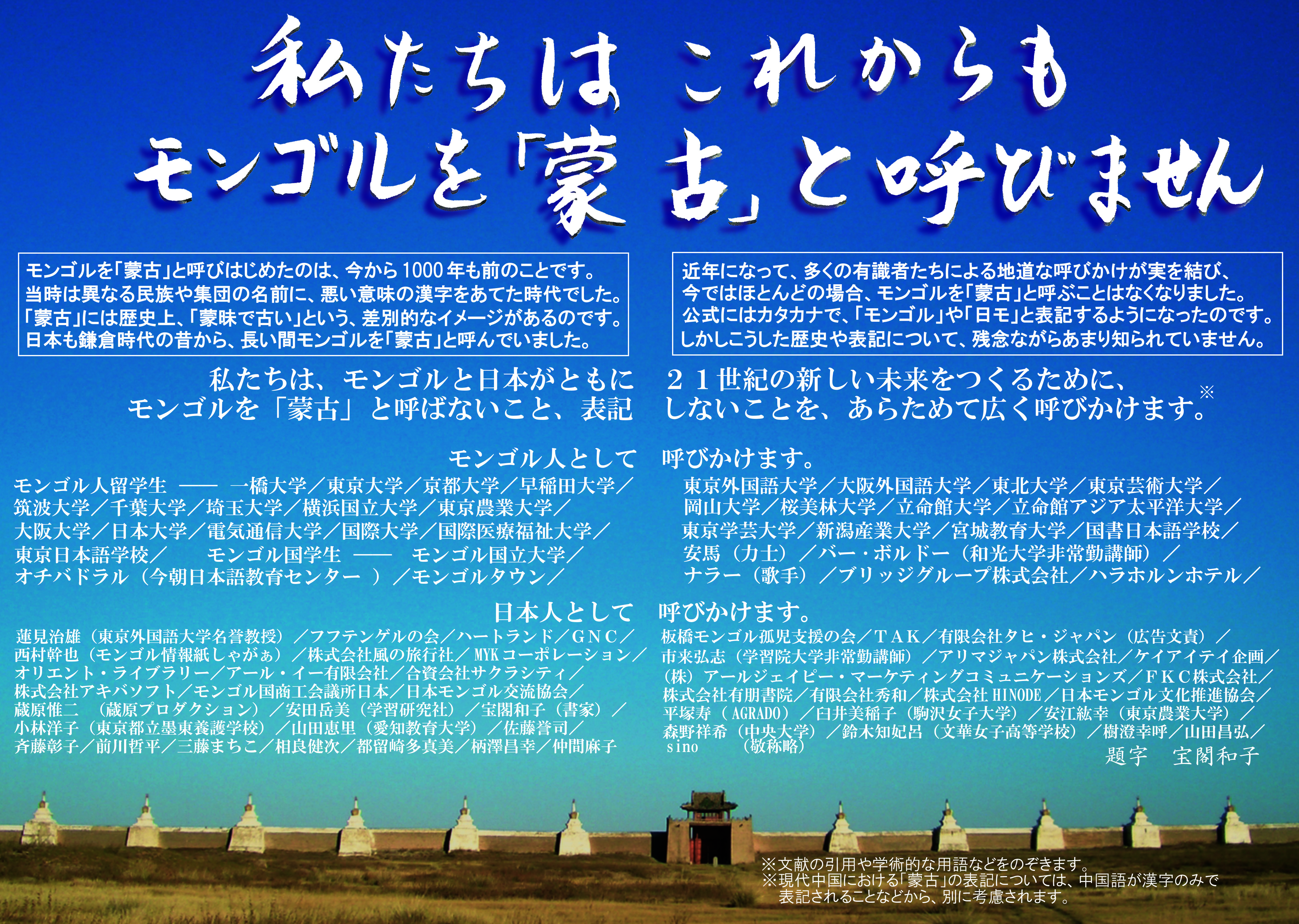
ハワリンバヤル2007パンフレットに掲載された公式意見広告

- ハワリンバヤル2018

ハワリンバヤル2018は、2018年5月4日・5月5日に、東京都練馬区の光が丘公園けやき広場にて開催された。テーマは、「可能性を秘めた若いモンゴル ～大好きな日本に抱いた夢～」。主催は在日モンゴル留学生会、ハワリンバヤル2018実行委員会。後援は、駐日モンゴル国大使館、東京都東部公園緑地事務所、練馬区。
- ハワリンバヤル2016

ハワリンバヤル2016は、2016年4月30日・5月1日に、東京都練馬区の光が丘公園けやき広場にて開催された。テーマは、「モンゴル発展のカギ　子ども・教育・志」。主催は在日モンゴル留学生会、ハワリンバヤル2016実行委員会。後援は、駐日モンゴル国大使館、外務省、文部科学省、東京都東部公園緑地事務所、練馬区。
- ハワリンバヤル2015

ハワリンバヤル2015は、2015年5月2日・5月3日に、東京都練馬区の光が丘公園けやき広場にて開催された。テーマは、「モンゴルの人間力・未来への宝もの」。主催は在日モンゴル留学生会、ハワリンバヤル2015実行委員会。後援は、駐日モンゴル国大使館、外務省、東京都東部公園緑地事務所、練馬区。
- ハワリンバヤル2014

ハワリンバヤル2014は、2014年5月4日・5月5日に、東京都練馬区の光が丘公園けやき広場にて開催された。テーマは、「モンゴルのエコ　エコノミーの可能性とエコロジーの多様性」。主催は在日モンゴル留学生会、ハワリンバヤル2014実行委員会。後援は、駐日モンゴル国大使館、外務省、練馬区。
- ハワリンバヤル2013

ハワリンバヤル2013は、2013年5月4日・5月5日に、東京都練馬区の光が丘公園けやき広場にて開催された。テーマは、「共に知ろう、未知への魅力」。主催は在日モンゴル留学生会、ハワリンバヤル2013実行委員会、練馬区商店街連合会・第9ブロック。後援は、駐日モンゴル国大使館、外務省、東京都、練馬区。
- ハワリンバヤル2012

ハワリンバヤル2012は、2012年5月4日・5月5日に、東京都練馬区の光が丘公園けやき広場にて開催された。テーマは、「一緒に歩んだ40年の絆、共に未来へ」で、モンゴル・日本国交樹立40周年を記念している。後援は、駐日モンゴル国大使館、外務省、東京都東部公園緑地事務所、練馬区。
- ハワリンバヤル2011（中止）

ハワリンバヤル2011は、2011年4月29日・4月30日に、東京都練馬区の光が丘公園けやき広場にて開催される予定であったが、東日本大震災の影響によりいったん延期が通知され、後に中止となった。テーマは、「モンゴルの宝もの　自然、文化、教育・・・人」で、モンゴル独立宣言100周年を記念していた。
- ハワリンバヤル2010

ハワリンバヤル2010は、2010年5月2日・5月3日に、東京都練馬区の光が丘公園けやき広場にて開催された。テーマは、「青空の国に20年吹いた風、そしてこれから」で、モンゴル国民主化20周年を記念している。
- ハワリンバヤル2009

ハワリンバヤル2009は、2009年5月3日・5月4日に、東京都練馬区の光が丘公園けやき広場にて開催された。テーマは、「あなたの知らないモンゴル？！ モンゴル発見の旅へ」。この年の主催はハワリンバヤル2010実行委員会（在日モンゴル国留学生会は実行委員会を構成する参加団体のひとつ）となっている。
- ハワリンバヤル2008

ハワリンバヤル2008は、2008年5月4日・5月5日に、東京都練馬区の光が丘公園けやき広場にて開催された。テーマは、「もったいない！！遊牧民に学ぼう」。
- ハワリンバヤル2007

ハワリンバヤル2007は、2007年4月29日・4月30日に、東京都練馬区の光が丘公園けやき広場にて開催された。テーマは、「みんなでつくろう、モンゴルの明日（みらい）」で、モンゴル・日本外交関係樹立35周年とモンゴルにおける日本年を記念している。
ハワリンバヤル2007のパンフレットには、「私たちはこれからもモンゴルを『蒙古』と呼びません」と題した意見広告が掲載された。広告は、賛同した日本の25大学のモンゴル人留学生をはじめとするモンゴル人と日本人、および企業・団体の合同署名を掲載した。
- ハワリンバヤル2006

ハワリンバヤル2006は、2006年5月3日・5月4日に、東京都練馬区の光が丘公園けやき広場にて開催された。テーマは、「私たち留学生が伝えるモンゴルの過去から今、そして未来へ」で、モンゴル建国800周年、および日本におけるモンゴル年を記念している。
- ハワリンバヤル2005

ハワリンバヤル2005は、2005年4月29日・4月30日に、東京都練馬区の光が丘公園けやき広場にて開催された。「モンゴル帝国建国800周年・前夜祭」と題された。
- ハワリンバヤル2004

ハワリンバヤル2004は、2004年5月1日・5月2日に、東京都練馬区の光が丘公園けやき広場にて開催された。この年の主催は、在日モンゴル留学生会のみとなっている。
- ハワリンバヤル2002

ハワリンバヤル2002は、2002年4月20日・4月21日に、東京都練馬区の光が丘公園けやき広場にて開催された。日モ国交樹立30周年を記念している。
- ハワリンバヤル2001

ハワリンバヤル2001は、2001年4月21日・4月22日に、東京都中野区の北口広場、中野サンプラザ前にて開催された。
- ハワリンバヤル1999

ハワリンバヤル1999は、1999年3月27日に、東京都中野区の北口広場、中野サンプラザ前にて開催された。主催は在日モンゴル留学生会、在モンゴル日本語アマチュア協会、日本モンゴル文化教育交流協会。共催は、国際文化経済交流協会(JAICE)。後援は、駐日モンゴル国大使館、モンゴル交流協会ナイラルダム、モンゴル・日本経済促進センター、共立薇章、モンゴル文化教育大学。
- ハワリンバヤル1998

ハワリンバヤル1998は、1998年3月14日に、東京都豊島区の東京芸術劇場にて開催された。第一回目のハワリンバヤル。特定非営利活動法人ユーラシアンクラブ共催。

## 歴代の協賛企業
- 株式会社エイチ・アイ・エス (2007,2008)
- エービス株式会社 (2013-)
- 株式会社セレモアつくば (1999)
- 玉乃光酒造株式会社 (1999)
- タワンボグド (2009)
- 日本コカ・コーラ株式会社 (2009)
- 光が丘IMA (2009-)
- モンゴル料理店シリンゴル (1999)
- モンゴル料理レストラン遊牧民 (1999)
- ライオンズクラブ  (2013-)
- MIATモンゴル航空  (1999-)
- Mongolian airlines group (2012)
- NTTコミュニケーションズ株式会社 (2010)
- XacBank（モンゴル語版、英語版） (2012)

## 歴代のステージ出演者
| 出演者                                 | ジャンル／肩書き（出演当時）                               | 出演年                 |
| -------------------------------------- | ---------------------------------------------------------- | ---------------------- |
| アギーマー                             | モンゴルポップス                                           | 2010年                 |
| 旭太鼓                                 | 和太鼓                                                     | 2009年-                |
| アジナイホール                         | モリンホール、ホーミー、オルティンドー、ヤタグ、ギター     | 2001年、2008年         |
| アマルジャルガル・ドルギオン           | モリンホール                                               | 2012年                 |
| アヤスバンド                           | モリンホール                                               | 2012年                 |
| アヨーシ・バトエルデネ                 |                                                            | 2009年                 |
| アラーンズ・バトオチル                 | モリンホール                                               | 2009年                 |
| アリウンザヤ                           | 留学生                                                     | 2012年                 |
| アリウンツェツェグ                     | オルティンドー                                             | 2022年                 |
| アリウンボルド・ニンジン               | 留学生                                                     | 2010年                 |
| アンギルマー                           | モンゴルポップス                                           | 2008年                 |
| 井口大志                               | ヒューマンビートボックス                                   | 2008年                 |
| 石坂みき                               | 日本ポップス                                               | 2001年                 |
| 伊藤麻衣子                             | オルティンドー                                             | 2007年-                |
| イワノビン・アマルトブシン             | モリンホール                                               | 2010年                 |
| エグシゲレン                           | モンゴルポップス                                           | 2010年                 |
| エルデネダライ                         | モリンホール                                               | 2007年                 |
| エルデネバト・ラムスレン               | 留学生                                                     | 2012年                 |
| エルデンダライ                         | モリンホール                                               | 2012年                 |
| エンフザヤー                           | モンゴル舞踊                                               | 2009年                 |
| エンフジル                             | 留学生                                                     | 2012年                 |
| エンフトゥール                         | モンゴルポップス                                           | 2022年                 |
| エンフバット・オノン                   | モンゴル舞踊                                               | 2010年                 |
| エンヘゲレル                           | モンゴル舞踊                                               | 2007年                 |
| 岡林立哉                               | モリンホール、チョール、ホーミー                           | 2001年                 |
| オットホンバイラ                       | モンゴル民謡                                               | 2007年                 |
| オドバル                               | ボギンドー、オルティンドー                                 | 2012年                 |
| オトホンテレヒ                         | モリンホール                                               | 2009年                 |
| オノン                                 | 留学生                                                     | 2009年                 |
| オユンナ                               | モンゴルポップス                                           | 2001年                 |
| ガンボルド・ジャルガラン               | 留学生                                                     | 2012年                 |
| 菊水会                                 | 津軽三味線                                                 | 2007年、2008年         |
| 杵屋勝乃夫                             | 長唄                                                       | 1998年                 |
| ゲゲンオインガ                         | 声楽                                                       | 2010年                 |
| 源吾郎                                 | 紙芝居                                                     | 1998年                 |
| 三枝彩子                               | オルティンドー                                             | 2001年、2007年-2010年  |
| 佐藤淳子                               | モンゴル舞踊、オイラト舞踊                                 | 2008年-2010年          |
| サラマンドホ                           | オルティンドー、ホビス                                     | 2010年                 |
| 澤田香緒里                             | トゥバのホーミー、イギル                                   | 2010年                 |
| セーンジャー                           | モリンホール                                               | 2009年-                |
| ダミディンツェレン・ジャンツァンノロブ | ピアノ、モデル                                             | 2008年、2009年、2010年 |
| ダワー                                 | モリンホール、リンベ、アマンホール                         | 2007年                 |
| チォイジャムツ・シネバヤル             | オルティンドー                                             | 2009年                 |
| チャナラブ・バヤスガラン               | モンゴル民族音楽                                           | 2009年、2010年         |
| チョイジャブ・ミャグマルスレン         | ヤタガ                                                     | 2012年                 |
| チョルモン                             | モリンホール                                               | 2010年                 |
| ティテムグループ                       | ヤタグ、ヨーチン、シャンズ、ホーチル、リンベ、モンゴル舞踊 | 2008年                 |
| デルゲルマー                           | 馬頭琴                                                     | 2022年                 |
| 天馬の会                               | モリンホール                                               | 2007年-                |
| トヴシンザヤ                           | コントーション                                             | 2022年                 |
| ドブドン・エンフボルド                 | ギタリスト                                                 | 2009年                 |
| 富田晶子                               | フレアバーテンディング                                     | 2009年                 |
| ドルゲン                               | ギター、歌                                                 | 2022年                 |
| トルゴンツェツェグ                     | モンゴル舞踊                                               | 2010年                 |
| 中野レファ・カマイナス                 | ハワイアンソング                                           | 2001年                 |
| ナランツァツァル                       | モンゴル舞踊                                               | 2022年                 |
| ネルグイ                               | モンゴル民謡                                               | 2007年                 |
| バー・ボルドー（帰化名: 富川力道）     | ブフ解説                                                   | 2009年                 |
| バタバヤル・ゾルザヤ                   | モリンホール                                               | 2010年                 |
| バトエルデネ                           | 馬頭琴                                                     | 2022年                 |
| バトオチル                             | モリンホール                                               | 2007年                 |
| バトチメグ・ダミダンジャワ             | モンゴル舞踊                                               | 2012年                 |
| バトツェツェグ                         | オルティンドー                                             | 2022年                 |
| バヤスガラン                           | モリンホール、ホーミー                                     | 2008年                 |
| ハンダー                               | ヴォーカル                                                 | 2009年、2010年         |
| ビートボックス・レイ                   | ヒューマンビートボックス                                   | 2009年-                |
| プレヴジャブ・ムンフツェツェグ         | ホーチル                                                   | 2012年                 |
| ホルド                                 | ハードロック                                               | 2002年、2006年         |
| ホンゴルゾル                           | 横笛                                                       | 2022年                 |
| 麻宮百、廣田ゆり、宮原洋子             | モンゴル歌謡                                               | 2022年                 |
| マンダブイン                           | モンゴル舞踊、オイラト舞踊                                 | 2007年                 |
| 宮崎サルゲイ                           | 馬頭琴                                                     | 2022年                 |
| 村上宏治                               | 馬頭琴、歌                                                 | 2022年                 |
| モンゴル国立舞踊団TALIIN AYALGUU       | モンゴル舞踊                                               | 2001年                 |
| モンゴル舞踊研究会                     | モンゴル舞踊                                               | 2012年                 |
| ロカ                                   | ヒューマンビートボックス                                   | 2008年                 |
| B.オユーン                             | 留学生                                                     | 2010年                 |
| Barhas                                 | モンゴルポップス                                           | 2014年                 |
| Buyanaa                                | モンゴルポップス                                           | 2013年                 |
| BX                                     | モンゴルポップス                                           | 2010年                 |
| CHAKA LAND                             | 日蒙ポップス                                               | 2022年                 |
| CHAPI                                  | コメディアン                                               | 2010年                 |
| Chinbat                                | モンゴルポップス                                           | 2012年                 |
| CHINGGIS KHAAN                         | ハードロック                                               | 2012年                 |
| D.トウフシンバヤル                     | モリンホール                                               | 2004年                 |
| G.バーサンスレン                       | コメディアン                                               | 2010年                 |
| Haranga                                | モンゴルポップス                                           | 2001年                 |
| HERO                                   | エレクトロ、ハードロック                                   | 2007年                 |
| Hurd hamtlag                           | ハードロック                                               | 2006年                 |
| J.ヒシグデルゲル                       | オペラ歌手                                                 | 2010年                 |
| Jan Mei                                | ヴォーカル                                                 | 2009年、2010年         |
| Kiwi                                   | モンゴルポップス                                           | 2008年                 |
| L-GUARDS                               | モンゴルポップス                                           | 2022年                 |
| Madness                                | モンゴルポップス                                           | 2013年                 |
| Mohanik                                | モンゴルポップス                                           | 2014年                 |
| NAGISA                                 | モリンホール                                               | 2010年                 |
| NARA                                   | モンゴルポップス                                           | 2007年                 |
| NARANモンゴル舞踊教室                  | モンゴル舞踊                                               | 2022年                 |
| Nomin Talst                            | モンゴルポップス                                           | 2007年                 |
| Otgoo                                  | モンゴルポップス                                           | 2013年                 |
| Quiza                                  | モンゴルポップス                                           | 2010年                 |
| R.ハンドスレン                         | オルティンドー                                             | 2009年                 |
| SARAA                                  | モンゴルポップス                                           | 2009年                 |
| Shanz 3                                | シャンズ                                                   | 2014年                 |
| Sweetymotion                           | モンゴルポップス                                           | 2012年                 |
| T.シャヌー                             | オルティンドー                                             | 2009年                 |
| +976バンド                             | モンゴルポップス                                           | 2022年                 |

## 歴代のモンゴルカレッジ講演者
| 講演者                                                 | 肩書き（講演当時）                                                     | 講演年                 |
| ------------------------------------------------------ | ---------------------------------------------------------------------- | ---------------------- |
| 青木雅浩                                               | 東北大学東北アジア研究センター専門研究員                               | 2013年                 |
| 浅沼茂                                                 | 東京学芸大学総合教育科学系国際教育教授                                 | 2009年                 |
| アジヤバト・アマルバヤル                               | 産業総合技術研究所太陽光発電研究センター評価・システムチーム特別研究員 | 2010年                 |
| 荒井幸康                                               | 北海道大学スラブ研究センター21世紀COE研究員、亜細亜大学非常勤講師      | 2009年、2021年         |
| アルザフグイ・デルゲルマー                             | 東京大学大学院人文社会系研究科大学院生                                 | 2008年                 |
| 今岡良子                                               | 大阪大学世界言語研究センター准教授                                     | 2008年                 |
| 岩田伸人                                               | 青山学院大学経営学部教授／WTO研究センター所長                          | 2010年、2014年         |
| ウランバヤリーン・ウルジーニャム（U・ウルジ）          | モンゴル国商工会議所・日本会頭                                         | 2014年                 |
| エルデネツォグト・サラントゴス                         | 駐日モンゴル国大使館経済参事官                                         | 2013年                 |
| エンクバヤル・シャクダル                               | 環日本海経済研究所（ERINA）調査研究部研究主任                          | 2008年                 |
| 尾崎隆宏                                               | 鹿児島大学法文学部人文学科地域環境講座准教授                           | 2012年                 |
| 加藤晋平                                               | 國學院大學名誉教授                                                     | 2007年                 |
| 上村明                                                 | 東京外国語大学外国語学部研究員                                         | 2010年                 |
| 黒田耕平                                               | 日本モンゴル文化経済交流協会理事、モンゴル科学医科大学歯学部客員教授   | 2022年                 |
| 鯉渕信一                                               | 亜細亜大学国際関係学部教授                                             | 2009年、2013年、2022年 |
| 小園田和博                                             | 株式会社宝島ジャパン取締役                                             | 2014年                 |
| 小長谷有紀                                             | 国立民族学博物館教授                                                   | 2006年                 |
| 小宮山博                                               | 独立行政法人国際農林水産研究センター国際開発領域主任研究員             | 2007年、2012年         |
| 島崎美代子                                             | 日本福祉大学福祉社会開発研究所客員研究所員                             | 2008年                 |
| 清水武則                                               | 中央大学商学部特任教授、元在モンゴル日本大使                           | 2021年                 |
| ジャンチブ・ガルバドラッハ                             | 新モンゴル学園理事長                                                   | 2022年                 |
| 鈴木由紀夫                                             | 元JICAモンゴル国派遣専門家                                             | 2014年                 |
| ソドブジャムツ・フレルバータル                         | 駐日モンゴル国特命全権大使                                             | 2012年                 |
| 高槻成紀                                               | 麻布大学野生動物学研究室教授                                           | 2006年                 |
| 田中克彦                                               | 一橋大学名誉教授                                                       | 2014年                 |
| 辻村真貴                                               | 筑波大学大学院生命環境科学研究科持続環境学専攻准教授                   | 2010年                 |
| 寺尾萌                                                 | 東京都立大学大学院人文科学研究科専門研究員                             | 2021年                 |
| 鳥居恭好                                               | 日本大学生物資源科学部講師                                             | 2007年                 |
| 中野智子                                               | 中央大学経済学部教授                                                   | 2021年                 |
| 野澤延行                                               | インターフェロンアルファ病院会長                                       | 2012年                 |
| バーサンスレン・ボロルマー、イチンノロブ・ガンバートル | 絵本作家、イラストレーター                                             | 2022年                 |
| 蓮見治雄                                               | 東京外国語大学名誉教授                                                 | 2009年                 |
| 秦孝浩                                                 | 我孫子市あゆみの里公社理事                                             | 2007年                 |
| 花田麿公                                               | 元在モンゴル日本大使                                                   | 2014年                 |
| 林俊雄                                                 | 創価大学文学部教授                                                     | 2013年                 |
| 藤田昇                                                 | 総合地球環境学研究所客員准教授                                         | 2012年                 |
| 藤村靖之                                               | 株式会社非電化工房代表取締役                                           | 2008年                 |
| ボル・ボルジゴン・ナツァグ・ジャンツァンノロブ         | モンゴル国立交響楽団作曲家                                             | 2012年                 |
| 宮木いっぺい                                           | GNC Japan代表／法政大学大学院准教授                                    | 2010年                 |
| ミャグマル・アリウントヤー                             | 一橋大学博士研究員                                                     | 2014年                 |
| 宮脇淳子                                               | 東京外国語大学非常勤講師                                               | 2006年、2013年         |
| 由川稔                                                 | 大東文化大学経済学部・聖学院大学経済学部非常勤講師                     | 2012年、2014年         |
| レンツェンドーギーン・ジグジッド                       | 駐日モンゴル国特命全権大使                                             | 2010年                 |
| C.バーサンダッシュ                                     |                                                                        | 2006年                 |
| Ch.ブヤンバドラフ                                      | モンゴル国観光企業経営者                                               | 2009年                 |